# Мощица
Мощица (на македонска литературна норма: Моштица) е село в Северна Македония, в община Каменица (Македонска Каменица).

## География
Селото е разположено в областта Осоговия.

## История
В края на XIX век Мощица е българско село в Малешевска каза на Османската империя. Според статистиката на Васил Кънчов („Македония. Етнография и статистика“) от 1900 година Мещница е населявано от 420 жители българи християни.
Цялото християнско население на селото е под върховенството на Българската екзархия. По данни на секретаря на екзархията Димитър Мишев („La Macédoine et sa Population Chrétienne“) в 1905 година в Малщица има 360 българи екзархисти.
През март 1915 година българинът Петре Стоянов е убит от сръбските власти.
Според преброяването от 2002 година селото има 543 жители, всички македонци.

## Личности
Починали в Мощица
- Ильо от Безиково, войвода на чета в Малешево, загива с цялата си чета през март 1908 година в Мощица в разрушена с оръдия от турска войска къща.[5]